# Licania membranacea
Espèce
Classification APG III (2009)
Statut de conservation UICN

 LC  : Préoccupation mineure
Synonymes
Selon GBIF (06 mars 2022) :
- Caraipa latifolia Aubl.
- Licania galibica Benoist
- Licania membranacea Sagot
- Caraipa latifolia Aubl.
- Licania galibica Benoist[2]

Licania membranacea est une espèce de plantes à fleurs de la famille des Chrysobalanaceae. C'est un arbre sud-américain.
On le connaît en Guyane sous les noms de Gaulette noire, Gaulette (Créole), Koko, Baaka koko, Santi koko (Nenge tongo), Blaka foenge (Sranan tongo), Wokiri kupesisni (Kali'na), Bukutru ateu (Palikur), Pali'ɨ (Wayãpi), et aussi Pintadinha au Brésil, Counter au Guyana.

## Description
Licania membranacea est un arbre atteignant jusqu'à 35 m de haut.
Les jeunes branches sont pubérulentes, devenant glabres et lenticellées par la suite. 
Le bois est dur, très lourd (densité : 1,20).
Ses vaisseaux sont plus ou moins bien disséminés, ne formant pas cependant d'amas distincts, au nombre de 2 à 6 par mm2, moyens à gros (150 à 240 µm). 
Les thylles sont rares à abondants.
La structure de son bois est atypique.
Les stipules sont coriaces, linéaires, longs de 3 à 7 mm, persistants, adnés à la base du pétiole.
Les pétioles sont longs de 8-12 mm, glabres ou glabrescents, non glanduleux, canaliculés, transversalement rugueux.
Les limbes mesurent 8-19 x 3,7-7,8 cm, sont coriaces, de forme oblongue, avec un acumen fin long de 10-25 mm à l'apex, arrondi à subcuné à la base.
Elles sont glabres sur la face supérieure, avec une courte pubescence laineuse-arachnoïde apprimée sur la face inférieure.
La nervation est peu profonde.
La nervure médiane est plane ou proéminente dessus, glabre.
Les 7-10 paires de nervures secondaires sont planes dessus, saillantes dessous.
Les inflorescences sont des panicules terminaux et axillaires.
Le rachis et les axes sont pubérulents, avec des cymules sur de longs pédoncules minces attachés aux axes primaires.
Les bractées et bractéoles sont longues de 0,5-1 mm, persistantes, pubérulentes.
Les pédicelles sont longs de 0,25-1 mm.
La fleur est longue d'environ 1,5 mm.
Le réceptacle est de forme campanulée, tomentelleux sur les deux faces.
Les lobes du calice sont aigus, tomentelleux sur les deux faces.
Les pétales sont absents.
On compte 3-5 étamines incluses, unilatérales, avec des filets plus courts que les lobes du calice, glabres, libres à la base.
L'ovaire est tomenteux, inséré à la base du réceptacle, avec le style laineux et de même taille que les filets.  
Le fruit est pyriforme, long d'environ 2,5 cm, avec l'épicarpe (ou exocarpe) tomenteux de couleur brun roux.
Le mésocarpe est fin, charnu.
L'endocarpe est dur, fin, ligneux, hirsute à l'intérieur,.

## Répartition
Licania membranacea est présent à Trinidad, au Venezuela, en Guyane, et à l'est du Brésil amazonien.

## Écologie
Licania membranacea pousse sur les pentes boisées et les forêts de terre ferme (non inondées).
Il fleurit en Septembre, et fructifie en novembre.
Licania membranacea est une espèce à fruits charnus zoochores, à graines pesant l0,3 g en moyenne, et à plantules sciaphiles, dont la probabilité de survie est corrélée à la hauteur des semis.
Licania membranacea est souvent associé à la liane “cipó-titica” (Heteropsis flexuosa) employée en vannerie traditionnelle au Venezuela.
La captation racinaire de Licania membranacea a été mesurée.

## Utilisation
Les cendres de Licania membranacea (ainsi que d'autres Licania) sont utilisées par des amérindiens en Guyane, pour dégraisser l'argile de poterie.
Le bois est de couleur brune avec des marbrures plus sombres, lourd, très siliceux et très difficile à travailler, et est donc peu utilisé, excepté pour des perches.

## Protologue

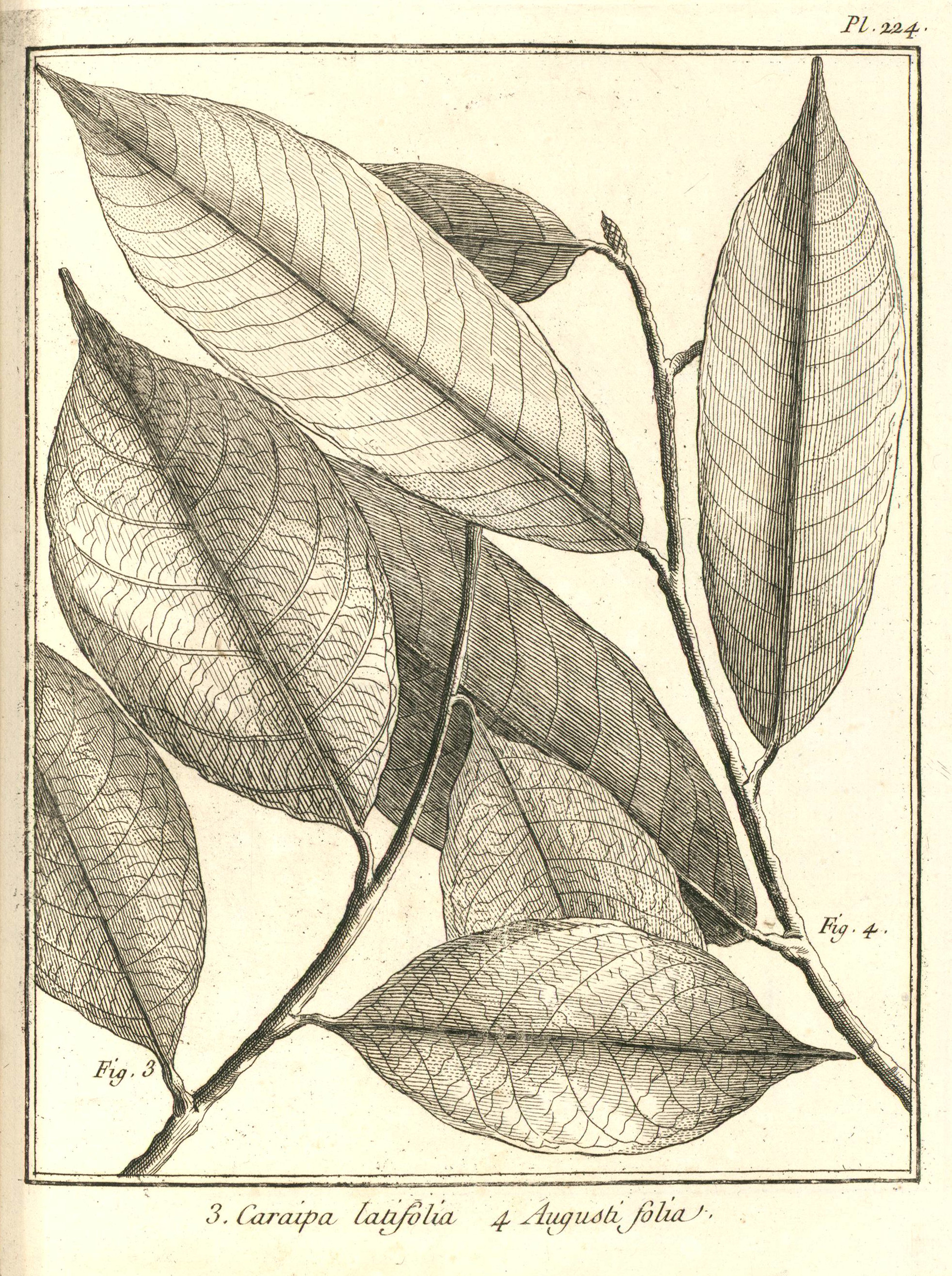
Licania membranacea par Aublet (1775)
Planche 224. fig.3.

En 1775, le botaniste Aublet propose le protologue suivant pour Caraipa latifolia (synonyme de Licania membranacea) : 

« CARAIPA (latifolia) foliis latis, ovatis, acuminatis, ſubtùs cinereis. (Tabula 224. Fig. 3.)

LE CARAIPÉ à large feuille. (Planches 224. fig.3)
Cette troiſième eſpèce diffère [de Caraipa parvifolia et Licania alba] par ſes feuilles terminées par une longue pointe mouſſe. Elles ont ſix pouces de longueur, ſur trois de largeur.
[...]
Les deux dernières eſpèces de Caraipé [Licania membranacea et Couepia caryophylloides] croiſſent dans les forêts qui traverſent la crique des Galibis, ſur-tout près de l'endroit ou cette crique commence à devenir navigable. »

— Fusée-Aublet, 1775.